# Bovec
Bovec (pronunciación: [ˈbɔːʋəts] o  [ˈboːʋəts]; italiano: Plezzo; alemán: Flitsch; friulano: Plèz) es una localidad eslovena, capital del municipio homónimo en el noroeste del país.
En 2018 tiene 1570 habitantes.
Se conoce su existencia desde 1070, siendo mencionado al principio con el topónimo Plecium o Pletium, que no solo se refería a la localidad sino a todo el valle alto del río Isonzo. En el siglo XII pertenecía a la Patria del Friuli del Patriarcado de Aquilea. En 1420 fue conquistada la zona por la República de Venecia y se incluyó en los Domini di Terraferma. En 1509, durante la Guerra de la Liga de Cambrai, pasó a control austriaco durante cuatro siglos. En la Primera Guerra Mundial, tras ser devastada el área por las batallas del Isonzo, fue ocupada en 1918 por los italianos en la batalla de Vittorio Veneto, y el tratado de Rapallo (1920) incluyó la localidad en la Venecia Julia del reino de Italia. El pueblo sufrió la italianización fascista hasta que, tras estar en disputa en la Segunda Guerra Mundial, el tratado de París (1947) la incluyó en el territorio de Yugoslavia.
Se ubica en el valle alto del río Isonzo junto a la frontera con Italia, unos 40 km al noreste de Údine.